# Красимир Михайлов (политик)
Красимир Ангелов Михайлов е български политик, кмет на Балчик (1999 – 2007).

## Биография

### Политическа дейност
На местните избори през 2003 г. е кандидат за кмет на община Балчик, издигнат от коалиция заедно със Зелената партия. На проведения първи тур получава 2454 гласа (или 35,56%) и се явява на балотаж с кандидата на БСП Митко Петров, който получава 1359 гласа (или 19,69%). Избран е на втори тур с 5295 гласа (или 62,19%).
На местните избори през 2007 г. е кандидат за кмет на община Балчик, издигнат от „Зелената партия“. На проведения първи тур получава 4057 гласа (или 42,41%) и се явява на балотаж с Николай Ангелов, издигнат от Инициативен комитет, който получава 2289 гласа (или 23,93%). Губи на втори тур, като получава 4264 гласа (или 48,83%).